# Диксон, Роман
Роман Ди́ксон (англ. Roman Dixon; род. 6 сентября 2004, Стаффорд, Западный Мидленд) — английский футболист, выступающий на позиции правого защитника. Игрок клуба «Эвертон».

## Клубная карьера
Роман является воспитанником академии «Эвертона», пришёл в клуб в возрасте 12 лет. Выступал за молодёжную команду «ирисок» в розыгрыше Трофея Английской футбольный лиги.
В конце июня 2024 года подписал с «Эвертоном» свой первый профессиональный контракт, срок действия которого составил три года.
24 августа 2024 года Диксон дебютировал в Премьер-лиге в поединке против «Тоттенхэм Хотспура», выйдя в стартовом составе и проведя на поле весь матч.

## Карьера в сборной
Диксон принимал участие в матчах сборной Англии среди юношей до 16 и до 20 лет.

## Статистика выступлений

### Клубная статистика
| Выступление      | Выступление      | Выступление      | Лига | Лига | Кубок | Кубок | Кубок лиги | Кубок лиги | Итого | Итого |
| Клуб             | Лига             | Сезон            | Игры | Голы | Игры  | Голы  | Игры       | Голы       | Игры  | Голы  |
| ---------------- | ---------------- | ---------------- | ---- | ---- | ----- | ----- | ---------- | ---------- | ----- | ----- |
| Эвертон          | Премьер-лига     | 2024/25          | 1    | 0    | 0     | 0     | 2          | 0          | 3     | 0     |
| Эвертон          | Итого            | Итого            | 1    | 0    | 0     | 0     | 2          | 0          | 3     | 0     |
| Всего за карьеру | Всего за карьеру | Всего за карьеру | 1    | 0    | 0     | 0     | 2          | 0          | 3     | 0     |